# (4735) Gary
(4735) Gary (1983 AN) – planetoida z pasa głównego asteroid okrążająca Słońce w ciągu 3,74 lat w średniej odległości 2,41 j.a. Odkryta 9 stycznia 1983.